# Сирко, Василий Петрович
Василий Петрович Сирко (укр. Василь Петрович Сірко; 5 марта 1899, Кинашев — 3 ноября 1937, Сандармох) — участник революционного движения на Западной Украине, советский партийный деятель.

## Биография
Родился 5 марта 1899 года в селе Кинашев Рогатинского повета (Галиция, Австро-Венгрия) в семье крестьянина-бедняка.
Участник Первой мировой войны. В 1914 году мобилизован в австро-венгерскую армию, воевал на русском фронте, осенью 1916 года сдался в плен.
Член РСДРП(б) с декабря 1917 года. В декабре 1917 года вступил в секцию иностранных коммунистов при Самарской организации РСДРП(б). Член КПЗУ с 1919 года, на нелегальной партийной работе в Западно-Украинской народной республике, был одним из организаторов подпольной коммунистической организации в городе Станислав (ныне Ивано-Франковск) и 1-й нелегальной краевой конференции коммунистических организаций и групп Восточной Галичины (февраль 1919), на которой была основана Коммунистическая партия Восточной Галиции.
Участник Гражданской войны. В 1919—1920 годах служил в Украинской галицкой армии, затем в Красной Украинской галицкой армии и РККА.
В 1920 году назначен председателем Теребовлянского уездного революционного комитета (Галиция), до 1921 года — преподаватель 2-й Киевской школы красных командиров.
С апреля 1921 года — уполномоченный Галицийского бюро ЦК КП(б) Украины, затем работал в Киевском губернском комитете КП(б) Украины.
В 1923—1924 годах — заместитель председателя Киевского губернского суда по уголовному отделу, в 1926—1927 годах — ответственный секретарь Мироновского районного комитета КП(б) Украины (Киевский округ).
В 1927—1928 годах был секретарём заграничного бюро помощи Коммунистической партии Западной Украины при ЦК КП(б) Украины. Член Политбюро Коммунистической партии Западной Украины.
В 1928—1929 годах — прокурор Сталинского округа. В 1929—1930 годах — ответственный секретарь Макеевского городского комитета КП(б) Украины (Сталинский округ).
Затем на партийной работе в ЦК КП(б) Украины, с 1932 года — заведующий агитационно-массовым отделом ЦК КП(б) Украины.
В 1932—1933 годах — секретарь Криворожского городского комитета КП(б) Украины, член бюро Днепропетровского обкома КП(б) Украины (Днепропетровская область).
Арестован 17 мая 1933 года по делу Украинской войсковой организации. Судебной тройкой при Коллегии ГПУ УССР 10 ноября 1933 года осуждён по статье 54-11 УК УССР на 10 лет ИТЛ. Заключение отбывал на Соловках. 9 октября 1937 года особой тройкой при УНКВД по Ленинградской области был осуждён к расстрелу.
Расстрелян 3 ноября 1937 года в числе 1111 соловецких политзаключённых в Сандармохе (Медвежьегорский район, Карельская АССР). Реабилитирован посмертно.